# Cúp bóng đá châu Phi 2015
| Vô địch Á quân | Hạng ba Hạng tư | Tứ kết Vòng bảng |

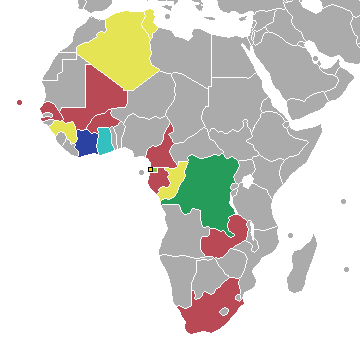
Các đội giành quyền tham dự giải đấu
Vô địch
Á quân
Hạng ba
Hạng tư
Tứ kết
Vòng bảng

Cúp bóng đá châu Phi 2015, còn có tên là Cúp bóng đá châu Phi Orange theo tên nhà tài trợ, là cúp bóng đá châu Phi lần thứ 30, được tổ chức từ 17 tháng 1 đến 8 tháng 2 năm 2015 tại Guinea Xích Đạo.
Giải đấu ban đầu diễn ra ở Maroc, quốc gia từng tổ chức thành công Cúp bóng đá châu Phi 1988, nhưng sau đó Maroc bị liên đoàn bóng đá châu Phi tước quyền đăng cai do lo ngại về dịch bệnh virus Ebola. Chủ nhà của giải đấu được bàn giao cho Guinea Xích Đạo.
Bờ Biển Ngà giành chức vô địch lần thứ hai trong lịch sử sau khi vượt qua Ghana với tỉ số 9–8 ở loạt sút luân lưu 11m sau 120 phút thi đấu chung kết với tỉ số hòa 0–0.

## Chủ nhà

### Giành quyền đăng cai
Danh sách các quốc gia tham gia giành quyền đăng cai cúp bóng đá châu Phi 2015:
| Quốc gia     | Lần đăng cai trước |
| ------------ | ------------------ |
| Botswana     | -                  |
| Cameroon     | 1972               |
| Congo DR     | -                  |
| Guinea       | -                  |
| Morocco      | 1988               |
| South Africa | 2013               |
| Zambia       | -                  |
| Zimbabwe     | -                  |

CAF nhận được 3 hồ sơ đăng cai trước thời hạn ngày 30 tháng 9 năm 2010 là CHDC Congo, Maroc và Nam Phi Tuy nhiên, Maroc đã được chọn là nơi diễn ra giải đấu vì cơ sở hạ tầng phát triển cao và sân vận động tiên tiến.
Vào ngày 29 tháng 1, trong khi diễn ra siêu cúp bóng đá châu Phi 2011, CAF quyết định trao quyền đăng cai cúp bóng đá châu Phi cho Maroc..

### Maroc bị tước quyền đăng cai
Vào tháng 10 năm 2014, Maroc chính thức rút đăng cai Cúp bóng đá châu Phi 2015 vì đại dịch Ebola. Cách đấy khoảng một tháng, Maroc đã đề xuất với CAF hoãn giải đấu sang năm 2016, vì lo ngại đại dịch Ebola sẽ bùng phát tại nước chủ nhà và mất kiểm soát nhưng CAF đã từ chối. Chính vì vấn đề này, các nhà chức trách và liên đoàn bóng đá Hoàng gia Maroc đã quyết định sẽ không đăng cai CAN 2015 để đảm bảo an toàn quốc gia trước dịch bệnh Ebola và CAF cũng đã xác nhận thông tin này.
Ai Cập, Ghana, Nam Phi và Sudan cùng lên kế hoạch đăng cai giải đấu này thay cho Maroc. Nhưng tất cả các quốc gia này đều từ chối vì đại dịch Ebola.
Ngày 14 tháng 11 năm 2014, một ngày sau khi quyết định truất quyền đăng cai cúp bóng đá châu Phi 2015 của Maroc, liên đoàn bóng 
tham dự vòng loại lần đầu tiên. Hai đội Djibouti và Somalia không tham dự vòng loại.
Maroc được đặc cách vào thắng vòng chung kết; tuy nhiên, sau khi CAF tước quyền đăng cai do dịch bệnh Ebola nên Guinea Xích Đạo - dù không vượt qua vòng loại - vẫn được đặc cách tham dự giải đấu này thay cho Maroc.
Nigeria trở thành đội đương kim vô địch thứ ba không vượt qua vòng loại (sau Sudan 1972 và Ai Cập 2012).

### Các đội giành quyền tham dự
| Đội             | Tư cách qua vòng loại         | Ngày vượt qua vòng loại | Lần tham dự | Lần gần đây nhất | Thành tích tốt nhất              | Xếp hạng FIFA |
| --------------- | ----------------------------- | ----------------------- | ----------- | ---------------- | -------------------------------- | ------------- |
| Guinea Xích Đạo | Chủ nhà                       | 14 tháng 11 năm 2014    | 2nd         | 2012             | Tứ kết (2012)                    | 118           |
| Cabo Verde      | Nhất bảng F                   | 15 tháng 10 năm 2014    | 2nd         | 2013             | Tứ kết (2013)                    | 40            |
| Algérie         | Nhất bảng B                   | 15 tháng 10 năm 2014    | 16th        | 2013             | Vô địch (1990)                   | 18            |
| Tunisia         | Nhất bảng G                   | 14 tháng 11 năm 2014    | 17th        | 2013             | Vô địch (2004)                   | 22            |
| Nam Phi         | Nhất bảng A                   | 15 tháng 11 năm 2014    | 9th         | 2013             | Vô địch (1996)                   | 52            |
| Zambia          | Nhì bảng F                    | 15 tháng 11 năm 2014    | 17th        | 2013             | Vô địch (2012)                   | 50            |
| Cameroon        | Nhất bảng D                   | 15 tháng 11 năm 2014    | 17th        | 2010             | Vô địch (1984, 1988, 2000, 2002) | 42            |
| Gabon           | Nhất bảng C                   | 15 tháng 11 năm 2014    | 6th         | 2012             | Tứ kết (1996, 2012)              | 62            |
| Burkina Faso    | Nhì bảng C                    | 15 tháng 11 năm 2014    | 10th        | 2013             | Á quân (2013)                    | 64            |
| Sénégal         | Nhì bảng G                    | 15 tháng 11 năm 2014    | 13th        | 2012             | Á quân (2002)                    | 35            |
| Bờ Biển Ngà     | Nhì bảng D                    | 19 tháng 11 năm 2014    | 21st        | 2013             | Vô địch (1992)                   | 28            |
| Ghana           | Nhất bảng E                   | 19 tháng 11 năm 2014    | 20th        | 2013             | Vô địch (1963, 1965, 1978, 1982) | 37            |
| Guinée          | Nhì bảng E                    | 19 tháng 11 năm 2014    | 11th        | 2012             | Á quân (1976)                    | 39            |
| Mali            | Nhì bảng B                    | 19 tháng 11 năm 2014    | 9th         | 2013             | Á quân (1972)                    | 49            |
| Cộng hòa Congo  | Nhì bảng A                    | 19 tháng 11 năm 2014    | 7th         | 2000             | Vô địch (1972)                   | 61            |
| CHDC Congo      | Đội đứng thứ ba xuất sắc nhất | 19 tháng 11 năm 2014    | 17th        | 2013             | Vô địch (1968, 1974)             | 57            |

## Địa điểm
| Bata              | Malabo              | MongomoBataMalaboEbebiyín | Mongomo              | Ebebiyín                    |
| ----------------- | ------------------- | ------------------------- | -------------------- | --------------------------- |
| Sân vận động Bata | Sân vận động Malabo | MongomoBataMalaboEbebiyín | Sân vận động Mongomo | Sân vận động Mannuel Enguru |
| Sức chứa: 41.000  | Sức chứa: 15.250    | MongomoBataMalaboEbebiyín | Sức chứa: 15.000     | Sức chứa: 8.000             |
|                   |                     | MongomoBataMalaboEbebiyín |                      |                             |

## Phân loại hạt giống
Buổi lễ bốc thăm được tổ chức vào 3 tháng 12 năm 2014 tại Malabo.
| Nhóm 1                                                                                             | Nhóm 2                                                                            | Nhóm 3                                                                                | Nhóm 4                                                                                 |
| -------------------------------------------------------------------------------------------------- | --------------------------------------------------------------------------------- | ------------------------------------------------------------------------------------- | -------------------------------------------------------------------------------------- |
| Guinea Xích Đạo (chủ nhà; tự động A1) · Ghana (48 điểm) · Bờ Biển Ngà (44 điểm) · Zambia (41 điểm) | Burkina Faso (40 điểm) · Mali (38 điểm) · Tunisia (32.5 điểm) · Algérie (28 điểm) | Cabo Verde (26.5 điểm) · Nam Phi (23.5 điểm) · Cameroon (23.5 điểm) · Gabon (22 điểm) | Guinée (19 điểm) · Sénégal (19 điểm) · CHDC Congo (18 điểm) · Cộng hòa Congo (13 điểm) |

## Các trọng tài
Trọng tài chính
| - Mehdi Abid Charef - Juste Ephrem Zio - Néant Alioum - Noumandiez Doué - Gehad Grisha - Bamlak Tessema Weyesa - Eric Otogo-Castane - Bakary Gassama | - Joseph Odartei Lamptey - Aboubacar Mario Bangoura - Sylvester Kirwa - Hamada Nampiandraza - Koman Coulibaly - Ali Lemghaifry - Rajindraparsad Seechurn - Bouchaïb El Ahrach | - Maguette Ndiaye - Malang Diedhiou - Bernard Camille - El Fadil Mohamed Hussein - Victor Gomes - Med Said Kordi - Janny Sikazwe |

Trợ lý trọng tài
| - Albdelhak Etchiali - Jerson Emiliano Dos Santos - Jean-Claude Birumushahu - Oamogetse Godisamang - Evarist Menkouande - Yéo Songuifolo - Hassan Egueh Yacin - Tahssen Abo El Sadat Bedyer | - Angesom Ogbamariam - Malik Alidu Salifu - Aboubacar Doumbouya - Marwa Range - Redouane Achik - Yahaya Mahamadou - Peter Edibe - Theogene Ndagijimana | - Djibril Camara - El Hadji Malick Samba - Zakhele Siwela - Ali Waleed Ahmed - Anouar Hmila |

## Cầu thủ tham dự
Tất cả các đội chỉ đăng ký 23 cầu thủ.

## Vòng bảng

### Tiêu chí xếp hạng
Nếu hai hay nhiều đội cùng điểm với nhau khi kết thúc vòng đấu bảng, các tiêu chí để xếp hạng theo thứ tự như sau:
1. Thành tích đối đầu trực tiếp giữa các đội
2. Hiệu số bàn thắng thua khi đối đầu trực tiếp
3. Bàn thắng ghi được khi đối đầu trực tiếp
4. Hiệu số bàn thắng thua trong bảng đấu
5. Bàn thắng ghi được trong bảng đấu
6. Ban tổ chức bốc thăm

Giờ thi đấu tính theo giờ địa phương (UTC+1).

### Bảng A
| VT | Đội                 | ST | T | H | B | BT | BB | HS | Đ | Giành quyền tham dự                     |
| -- | ------------------- | -- | - | - | - | -- | -- | -- | - | --------------------------------------- |
| 1  | Cộng hòa Congo      | 3  | 2 | 1 | 0 | 4  | 2  | +2 | 7 | Giành quyền vào vòng đấu loại trực tiếp |
| 2  | Guinea Xích Đạo (H) | 3  | 1 | 2 | 0 | 3  | 1  | +2 | 5 | Giành quyền vào vòng đấu loại trực tiếp |
| 3  | Gabon               | 3  | 1 | 0 | 2 | 2  | 3  | −1 | 3 |                                         |
| 4  | Burkina Faso        | 3  | 0 | 1 | 2 | 1  | 4  | −3 | 1 |                                         |

| 17 tháng 1 năm 2015 |     |                 |                                 |
| Guinea Xích Đạo     | 1–1 | Cộng hòa Congo  | Sân vận động Bata, Bata         |
| Burkina Faso        | 0–2 | Gabon           | Sân vận động Bata, Bata         |
| 21 tháng 1 năm 2015 |     |                 |                                 |
| Guinea Xích Đạo     | 0–0 | Burkina Faso    | Sân vận động Bata, Bata         |
| Gabon               | 0–1 | Cộng hòa Congo  | Sân vận động Bata, Bata         |
| 25 tháng 1 năm 2015 |     |                 |                                 |
| Gabon               | 0–2 | Guinea Xích Đạo | Sân vận động Bata, Bata         |
| Cộng hòa Congo      | 2–1 | Burkina Faso    | Sân vận động Ebebiyín, Ebebiyín |

### Bảng B
| VT | Đội        | ST | T | H | B | BT | BB | HS | Đ | Giành quyền tham dự                     |
| -- | ---------- | -- | - | - | - | -- | -- | -- | - | --------------------------------------- |
| 1  | Tunisia    | 3  | 1 | 2 | 0 | 4  | 3  | +1 | 5 | Giành quyền vào vòng đấu loại trực tiếp |
| 2  | CHDC Congo | 3  | 0 | 3 | 0 | 2  | 2  | 0  | 3 | Giành quyền vào vòng đấu loại trực tiếp |
| 3  | Cabo Verde | 3  | 0 | 3 | 0 | 1  | 1  | 0  | 3 |                                         |
| 4  | Zambia     | 3  | 0 | 2 | 1 | 2  | 3  | −1 | 2 |                                         |

| 18 tháng 1 năm 2015 |     |            |                                 |
| Zambia              | 1–1 | CHDC Congo | Sân vận động Ebebiyín, Ebebiyín |
| Tunisia             | 1–1 | Cabo Verde | Sân vận động Ebebiyín, Ebebiyín |
| 22 tháng 1 năm 2015 |     |            |                                 |
| Zambia              | 1–2 | Tunisia    | Sân vận động Ebebiyín, Ebebiyín |
| Cabo Verde          | 0–0 | CHDC Congo | Sân vận động Ebebiyín, Ebebiyín |
| 26 tháng 1 năm 2015 |     |            |                                 |
| Cabo Verde          | 0–0 | Zambia     | Sân vận động Ebebiyín, Ebebiyín |
| CHDC Congo          | 1–1 | Tunisia    | Sân vận động Bata, Bata         |

### Bảng C
| VT | Đội     | ST | T | H | B | BT | BB | HS | Đ | Giành quyền tham dự                     |
| -- | ------- | -- | - | - | - | -- | -- | -- | - | --------------------------------------- |
| 1  | Ghana   | 3  | 2 | 0 | 1 | 4  | 3  | +1 | 6 | Giành quyền vào vòng đấu loại trực tiếp |
| 2  | Algérie | 3  | 2 | 0 | 1 | 5  | 2  | +3 | 6 | Giành quyền vào vòng đấu loại trực tiếp |
| 3  | Sénégal | 3  | 1 | 1 | 1 | 3  | 4  | −1 | 4 |                                         |
| 4  | Nam Phi | 3  | 0 | 1 | 2 | 3  | 6  | −3 | 1 |                                         |

| 19 tháng 1 năm 2015 |     |         |                               |
| Ghana               | 1–2 | Sénégal | Sân vận động Mongomo, Mongomo |
| Algérie             | 3–1 | Nam Phi | Sân vận động Mongomo, Mongomo |
| 23 tháng 1 năm 2015 |     |         |                               |
| Ghana               | 1–0 | Algérie | Sân vận động Mongomo, Mongomo |
| Nam Phi             | 1–1 | Sénégal | Sân vận động Mongomo, Mongomo |
| 27 tháng 1 năm 2015 |     |         |                               |
| Nam Phi             | 1–2 | Ghana   | Sân vận động Mongomo, Mongomo |
| Sénégal             | 0–2 | Algérie | Sân vận động Malabo, Malabo   |

### Bảng D
| VT | Đội         | ST | T | H | B | BT | BB | HS | Đ | Giành quyền tham dự                     |
| -- | ----------- | -- | - | - | - | -- | -- | -- | - | --------------------------------------- |
| 1  | Bờ Biển Ngà | 3  | 1 | 2 | 0 | 3  | 2  | +1 | 5 | Giành quyền vào vòng đấu loại trực tiếp |
| 2  | Guinée      | 3  | 0 | 3 | 0 | 3  | 3  | 0  | 3 | Giành quyền vào vòng đấu loại trực tiếp |
| 3  | Mali        | 3  | 0 | 3 | 0 | 3  | 3  | 0  | 3 |                                         |
| 4  | Cameroon    | 3  | 0 | 2 | 1 | 2  | 3  | −1 | 2 |                                         |

1. 1 2  Guinée và Mali đều có 3 điểm và cùng chỉ số phụ. Một lễ bốc thăm xác định đội nhì bảng diễn ra vào ngày 29 tháng 1, 2015, 16 giờ (giờ địa phương) tại Hilton Malabo. Đây là lần đầu tiên kể từ năm 1988, việc xác định thứ hạng bằng bốc thăm. Việc này gặp phải sự phản đối của huấn luyện viên hai đội, khi thứ hạng không xác định trên tiêu chí đá đẹp hoặc tổ chức sút luân lưu ngay sau trận đấu giữa hai đội (lượt trận cuối cùng bảng đấu). Qua bốc thăm, Guinée giành vị trí thứ hai của bảng D và giành quyền vào tứ kết.[23][24][25]

| 20 tháng 1 năm 2015 |     |             |                               |
| Bờ Biển Ngà         | 1–1 | Guinée      | Sân vận động Malabo, Malabo   |
| Mali                | 1–1 | Cameroon    | Sân vận động Malabo, Malabo   |
| 24 tháng 1 năm 2015 |     |             |                               |
| Bờ Biển Ngà         | 1–1 | Mali        | Sân vận động Malabo, Malabo   |
| Cameroon            | 1–1 | Guinée      | Sân vận động Malabo, Malabo   |
| 28 tháng 1 năm 2015 |     |             |                               |
| Cameroon            | 0–1 | Bờ Biển Ngà | Sân vận động Malabo, Malabo   |
| Guinée              | 1–1 | Mali        | Sân vận động Mongomo, Mongomo |

## Vòng đấu loại trực tiếp

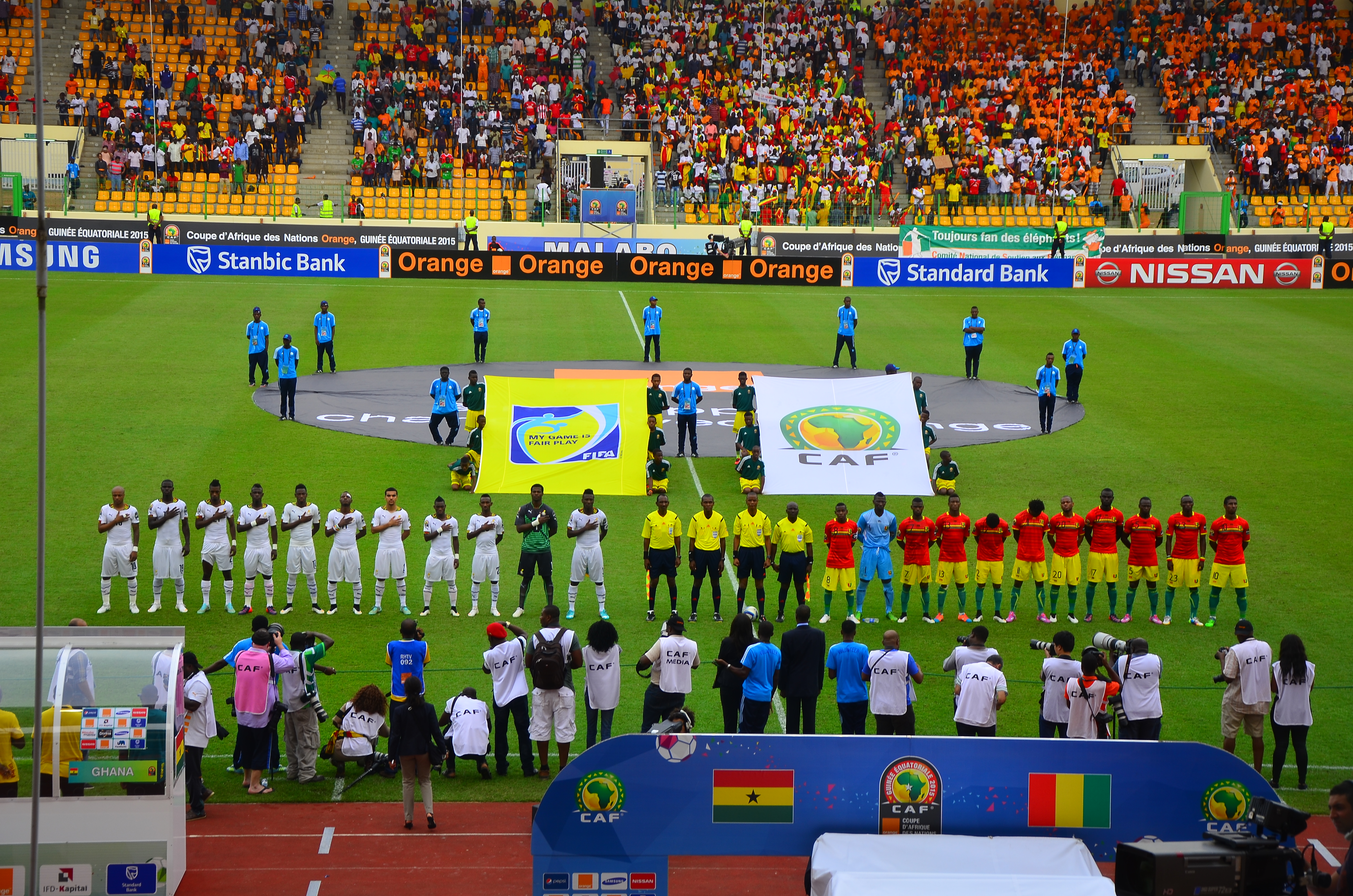
Trước giờ trận đấu giữa Ghana và Guinée

|  | Tứ kết                | Tứ kết             |                    |       | Bán kết           | Bán kết            |                    |  | Chung kết | Chung kết |
|  |                       |                    |                    |       |                   |                    |                    |  |           |           |
|  | 31 tháng 1 – Bata     |                    |                    |       |                   |                    |                    |  |           |           |
|  |                       |                    |                    |       |                   |                    |                    |  |           |           |
|  | Cộng hòa Congo        | 2                  |                    |       |                   |                    |                    |  |           |           |
|  | Cộng hòa Congo        | 2                  | 4 tháng 2 – Bata   |       |                   |                    |                    |  |           |           |
|  | CHDC Congo            | 4                  |                    |       |                   |                    |                    |  |           |           |
|  | CHDC Congo            | 4                  | CHDC Congo         | 1     |                   |                    |                    |  |           |           |
|  | 1 tháng 2 – Malabo    |                    | CHDC Congo         | 1     |                   |                    |                    |  |           |           |
|  |                       |                    | Bờ Biển Ngà        | 3     |                   |                    |                    |  |           |           |
|  | Bờ Biển Ngà           | 3                  | Bờ Biển Ngà        | 3     |                   |                    |                    |  |           |           |
|  | Bờ Biển Ngà           | 3                  | 8 tháng 2 – Bata   |       |                   |                    |                    |  |           |           |
|  | Algérie               | 1                  |                    |       |                   |                    |                    |  |           |           |
|  | Algérie               | 1                  | Bờ Biển Ngà (pen.) | 0 (9) |                   |                    |                    |  |           |           |
|  | 31 tháng 1 – Ebebiyín |                    | Bờ Biển Ngà (pen.) | 0 (9) |                   |                    |                    |  |           |           |
|  |                       | Ghana              | 0 (8)              |       |                   |                    |                    |  |           |           |
|  | Tunisia               | Ghana              | 0 (8)              | 1     |                   |                    |                    |  |           |           |
|  | Tunisia               | 5 tháng 2 – Malabo |                    | 1     |                   |                    |                    |  |           |           |
|  | Guinea Xích Đạo (h.p) | 2                  |                    |       |                   |                    |                    |  |           |           |
|  | Guinea Xích Đạo (h.p) | 2                  | Ghana              | 3     | Tranh hạng ba     | Tranh hạng ba      |                    |  |           |           |
|  | 1 tháng 2 – Mongomo   |                    | Ghana              | 3     | Tranh hạng ba     | Tranh hạng ba      |                    |  |           |           |
|  |                       |                    | Guinea Xích Đạo    | 0     |                   | 7 tháng 2 – Malabo | 7 tháng 2 – Malabo |  |           |           |
|  | Ghana                 | 3                  | Guinea Xích Đạo    | 0     |                   | 7 tháng 2 – Malabo | 7 tháng 2 – Malabo |  |           |           |
|  | Ghana                 | 3                  |                    |       | CHDC Congo (pen.) | 0 (4)              |                    |  |           |           |
|  | Guinée                | 0                  |                    |       | CHDC Congo (pen.) | 0 (4)              |                    |  |           |           |
|  | Guinée                | 0                  | Guinea Xích Đạo    | 0 (2) |                   |                    |                    |  |           |           |
|  |                       |                    |                    | 0 (2) |                   |                    |                    |  |           |           |

### Tứ kết
| Cộng hòa Congo         | 2–4      | CHDC Congo                                    |
| ---------------------- | -------- | --------------------------------------------- |
| Doré 55' · Bifouma 62' | Chi tiết | Mbokani 65', 90+1' · Bokila 75' · Kimwaki 81' |

| Tunisia     | 1–2 (s.h.p.) | Guinea Xích Đạo            |
| ----------- | ------------ | -------------------------- |
| Akaïchi 70' | Chi tiết     | Balboa 90+3' (ph.đ.), 102' |

| Ghana                     | 3–0      | Guinée |
| ------------------------- | -------- | ------ |
| Atsu 4', 61' · Appiah 44' | Chi tiết |        |

| Bờ Biển Ngà                    | 3–1      | Algérie     |
| ------------------------------ | -------- | ----------- |
| Bony 26', 69' · Gervinho 90+4' | Chi tiết | Soudani 51' |

### Bán kết
| CHDC Congo          | 1–3      | Bờ Biển Ngà                             |
| ------------------- | -------- | --------------------------------------- |
| Mbokani 24' (ph.đ.) | Chi tiết | Y. Touré 20' · Gervinho 41' · Kanon 68' |

| Ghana                                             | 3–0      | Guinea Xích Đạo |
| ------------------------------------------------- | -------- | --------------- |
| J. Ayew 42' (ph.đ.) · Mubarak 45+1' · A. Ayew 75' | Chi tiết |                 |

### Tranh hạng ba
| CHDC Congo                           | 0–0 (s.h.p.) | Guinea Xích Đạo                     |
| ------------------------------------ | ------------ | ----------------------------------- |
|                                      | Chi tiết     |                                     |
| Loạt sút luân lưu                    |              |                                     |
| Mabwati · Mabidi · Mbemba · Mongongu | 4–2          | Balboa · Fabiani · Juvenal · Ellong |

### Chung kết
| Bờ Biển Ngà                                                                                  | 0–0 (s.h.p.) | Ghana                                                                                          |
| -------------------------------------------------------------------------------------------- | ------------ | ---------------------------------------------------------------------------------------------- |
|                                                                                              | Chi tiết     |                                                                                                |
| Loạt sút luân lưu                                                                            |              |                                                                                                |
| Bony · Tallo · Aurier · Doumbia · Y. Touré · Kalou · K. Touré · Kanon · Bailly · Die · Barry | 9–8          | Wakaso · J. Ayew · Acquah · Acheampong · A. Ayew · Mensah · Badu · Afful · Baba · Boye · Razak |

### Vô địch

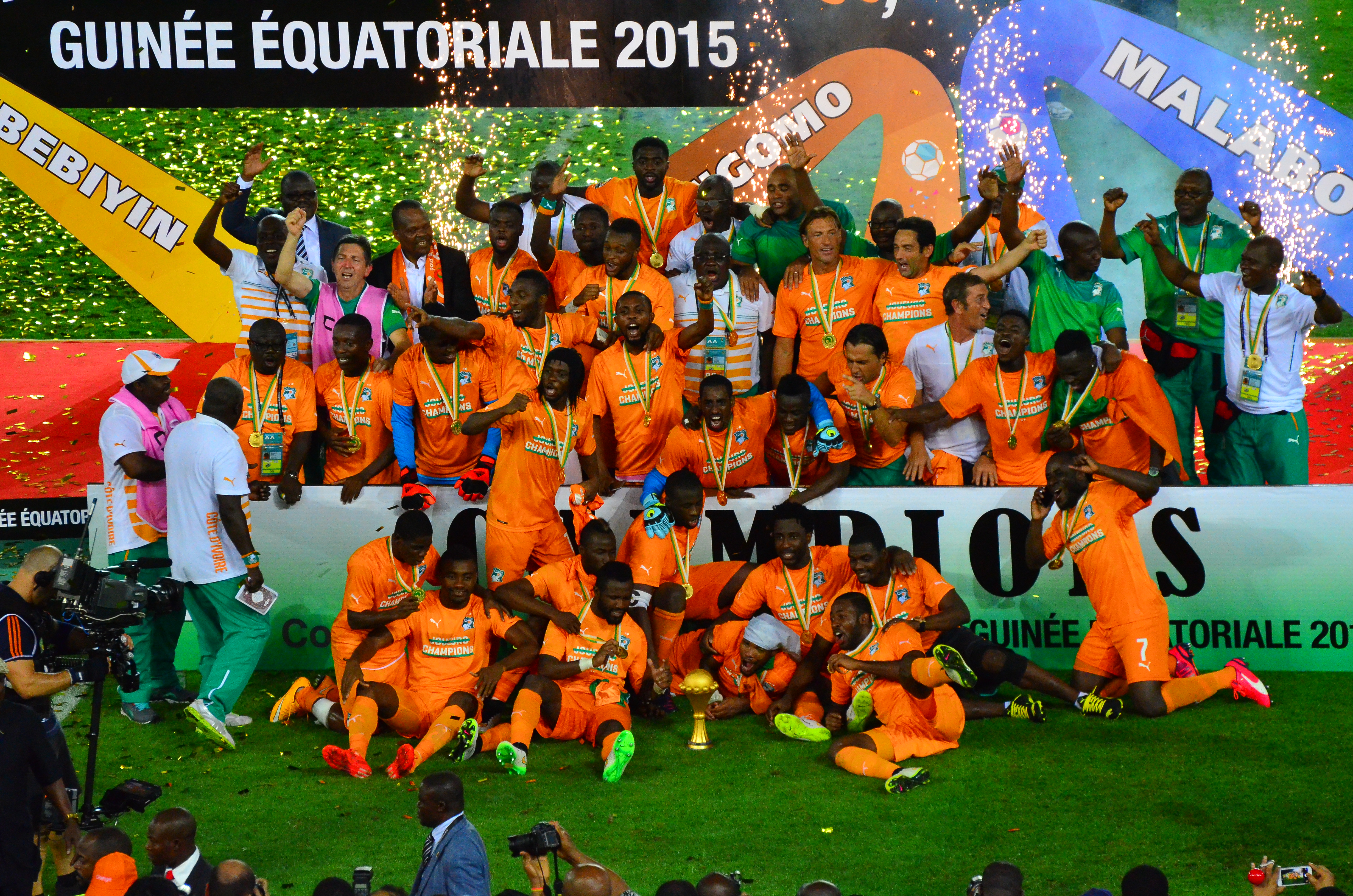
Đội tuyển Bờ Biển Ngà vô địch cúp bóng đá châu Phi 2015

| Vô địch Cúp bóng đá châu Phi 2015 Côte d'Ivoire Lần thứ hai |

## Danh sách cầu thủ ghi bàn
3 bàn
- Thievy Bifouma
- Dieumerci Mbokani
- Javier Balboa
- André Ayew
- Ahmed Akaïchi

2 bàn
- Jeremy Bokila
- Christian Atsu
- Wilfried Bony
- Gervinho
- Max Gradel

1 bàn
- Nabil Bentaleb
- Faouzi Ghoulam
- Riyad Mahrez
- Islam Slimani
- El Arbi Hillel Soudani
- Aristide Bancé
- Benjamin Moukandjo
- Ambroise Oyongo
- Héldon
- Férébory Doré
- Fabrice Ondama
- Prince Oniangue
- Yannick Bolasie
- Joël Kimwaki
- Emilio Nsue
- Ibán Edú
- Pierre-Emerick Aubameyang
- Malick Evouna
- Kwesi Appiah
- Jordan Ayew
- John Boye
- Asamoah Gyan
- Wakaso Mubarak
- Kévin Constant
- Ibrahima Traoré
- Mohamed Yattara
- Seydou Doumbia
- Wilfried Kanon
- Yaya Touré
- Bakary Sako
- Modibo Maïga
- Sambou Yatabaré
- Mame Biram Diouf
- Kara Mbodj
- Moussa Sow
- Oupa Manyisa
- Mandla Masango
- Thuso Phala
- Yassine Chikhaoui
- Mohamed Ali Manser
- Emmanuel Mayuka
- Given Singuluma

phản lưới nhà
- Thulani Hlatshwayo (trận gặp Algérie)

## Giải thưởng
Vua phá lưới
- André Ayew (3 bàn, 2 đường kiến tạo)

Cầu thủ xuất sắc nhất
- Christian Atsu

Thủ môn xuất sắc nhất
- Sylvain Gbohouo

Tiền đạo xuất sắc nhất
- Kwesi Appiah

Đội đoạt giải phong cách
- CHDC Congo[26]

Đội hình tiêu biểu
| Thủ môn                              | Hậu vệ                                 | Tiền vệ                                                   | Tiền đạo                     |
| ------------------------------------ | -------------------------------------- | --------------------------------------------------------- | ---------------------------- |
| Sylvain Gbohouo Robert Kidiaba (tie) | Serge Aurier Harrison Afful Kolo Touré | André Ayew Yaya Touré Max Gradel Yannick Bolasie Gervinho | Christian Atsu Wilfried Bony |

### Thẻ phạt
Trong giải đấu này, một cầu thủ bị treo giò trong trận đấu tiếp theo nếu nhận thẻ đỏ trực tiếp hoặc nhận đủ hai thẻ vàng trong hai trận đấu khác nhau. Tại Cúp bóng đá châu Phi 2015, các cầu thủ sau đây bị treo giò một hay nhiều trận do dính thẻ đỏ hoặc nhận đủ số thẻ vàng:
| Cầu thủ                | Ghi chú                         | Treo giò                                 |
| ---------------------- | ------------------------------- | ---------------------------------------- |
| Florent Rouamba        | Nhận đủ 2 thẻ vàng ở vòng loại  | Bảng A với Gabon                         |
| Donashano Malama       | Nhận đủ 2 thẻ vàng ở vòng loại  | Bảng B với Cộng hòa Dân chủ Congo        |
| Eric Mathoho           | Nhận đủ 2 thẻ vàng ở vòng loại  | Bảng C với Algérie                       |
| Reneilwe Letsholonyane | Nhận đủ 2 thẻ vàng ở vòng loại  | Bảng C với Algérie                       |
| Seydouba Soumah        | Nhận đủ 2 thẻ vàng ở vòng loại  | Bảng D với Côte d'Ivoire                 |
| Gervinho               | với Guinée                      | Bảng D với Mali Bảng D với Cameroon      |
| Diosdado Mbele         | với Congo · với Burkina Faso    | Bảng A với Gabon                         |
| Boris Moubhibo         | với Guinea Xích Đạo · với Gabon | Bảng A với Burkina Faso                  |
| Cheick Tioté           | với Guinée · với Mali           | Bảng D với Cameroon                      |
| Naby Yattara           | với Ghana                       | Vòng loại cúp bóng đá châu Phi           |
| Ibán                   | với Tunisia · với Ghana         | Tranh hạng ba với Cộng hòa Dân chủ Congo |

## Bảng xếp hạng giải đấu
| VT    | Đội                 | ST | T | H | B | BT | BB | HS | Đ  | Kết quả chung cuộc  |
| ----- | ------------------- | -- | - | - | - | -- | -- | -- | -- | ------------------- |
| 1     | Bờ Biển Ngà         | 6  | 3 | 3 | 0 | 9  | 4  | +5 | 12 | Vô địch             |
| 2     | Ghana               | 6  | 4 | 1 | 1 | 10 | 3  | +7 | 13 | Á quân              |
| 3     | CHDC Congo          | 6  | 1 | 4 | 1 | 7  | 7  | 0  | 7  | Hạng ba             |
| 4     | Guinea Xích Đạo (H) | 6  | 2 | 3 | 1 | 5  | 5  | 0  | 9  | Hạng tư             |
|       |                     |    |   |   |   |    |    |    |    |                     |
| 5     | Cộng hòa Congo      | 4  | 2 | 1 | 1 | 6  | 6  | 0  | 7  | Bị loại ở tứ kết    |
| 6     | Algérie             | 4  | 2 | 0 | 2 | 6  | 5  | +1 | 6  | Bị loại ở tứ kết    |
| 7     | Tunisia             | 4  | 1 | 2 | 1 | 5  | 5  | 0  | 5  | Bị loại ở tứ kết    |
| 8     | Guinée              | 4  | 0 | 3 | 1 | 3  | 6  | −3 | 3  | Bị loại ở tứ kết    |
|       |                     |    |   |   |   |    |    |    |    |                     |
| 9     | Sénégal             | 3  | 1 | 1 | 1 | 3  | 4  | −1 | 4  | Bị loại ở vòng bảng |
| 10    | Mali                | 3  | 0 | 3 | 0 | 3  | 3  | 0  | 3  | Bị loại ở vòng bảng |
| 11    | Cabo Verde          | 3  | 0 | 3 | 0 | 1  | 1  | 0  | 3  | Bị loại ở vòng bảng |
| 12    | Gabon               | 3  | 1 | 0 | 2 | 2  | 3  | −1 | 3  | Bị loại ở vòng bảng |
| 13(T) | Cameroon            | 3  | 0 | 2 | 1 | 2  | 3  | −1 | 2  | Bị loại ở vòng bảng |
| 13(T) | Zambia              | 3  | 0 | 2 | 1 | 2  | 3  | −1 | 2  | Bị loại ở vòng bảng |
| 15    | Nam Phi             | 3  | 0 | 1 | 2 | 3  | 6  | −3 | 1  | Bị loại ở vòng bảng |
| 16    | Burkina Faso        | 3  | 0 | 1 | 2 | 1  | 4  | −3 | 1  | Bị loại ở vòng bảng |

## Nhà tài trợ
| Tên sponsor                                                      | Official sponsors                                                                                            |
| ---------------------------------------------------------------- | --- |
| - Orange S.A.                                                    | \| - IFD Kapital Group - Pepsi - Pan Atlantic Exploration - Doritos \| - Nissan - Samsung - Standard Bank \| |
| - IFD Kapital Group - Pepsi - Pan Atlantic Exploration - Doritos | - Nissan - Samsung - Standard Bank                                                                           |

## Truyền thông
| Lãnh thổ          | Truyền hình                | Ghi chú |
| ----------------- | -------------------------- | ------- |
| Úc                | beIN Sports                |         |
| Liên minh châu Âu | Eurosport                  |         |
| Nam Phi           | SABC                       |         |
| Các nước Ả Rập    | beIN Sports                |         |
| Sénégal           | RTS                        |         |
| Mali              | ORTM                       |         |
| Pháp              | Canal+ Group               |         |
| Ghana             | GTV                        |         |
| Châu Phi Sahara   | SuperSport                 |         |
| Vương quốc Anh    | ITV4                       |         |
| Hoa Kỳ            | beIN Sports                |         |
| Nhật Bản          | NHK                        |         |
| Colombia          | Senal Colombia, Win Sports |         |
| New Zealand       | SKY Sports                 |         |
| Brasil            | SporTV                     |         |
| Châu Á            | Fox International Channels |         |